# Johannes Hofer (Naturbahnrodler)
Johannes Hofer (* 3. August 1983 in Meran) ist ein ehemaliger italienischer Naturbahnrodler. Er gewann die Silbermedaille im Doppelsitzer sowie die Bronzemedaille im Mannschaftswettbewerb bei der Weltmeisterschaft 2005 und erreichte zwei Podestplätze im Weltcup.

## Karriere
Bei internationalen Juniorenmeisterschaften startete Johannes Hofer nur im Einsitzer. Von 1999 bis 2003 nahm er an jeweils zwei Juniorenweltmeisterschaften und Junioreneuropameisterschaften teil. Als beste Ergebnisse erreichte er einen sechsten Platz in Gsies 2002 und einen achten Platz in Tiers 2001. Im Interkontinentalcup nahm Hofer sowohl an Rennen im Einsitzer als auch im Doppelsitzer teil, während er im Weltcup ausschließlich im Doppelsitzer startete.
Sein Weltcupdebüt gab Hofer am 12. Januar 2003 in Umhausen mit seinem sechs Jahre älteren Partner Armin Mair, der zuvor mit David Mair gestartet war und mit diesem sieben Weltcuprennen und einen Weltmeistertitel gewonnen hatte. Armin Mair und Johannes Hofer blieben drei Jahre ein Doppelsitzerpaar. Während sie in ihrem ersten gemeinsamen Winter nur an drei der sechs Weltcuprennen teilnahmen und sich dabei zwischen Platz sechs und acht klassierten, waren sie in den nächsten beiden Jahren bei jedem Rennen am Start und erreichten immer Platzierungen zwischen Rang vier und sechs. Eine Platzierung unter den besten drei verfehlten sie mehrmals nur knapp, am nächsten kamen sie einem Podestplatz am 8. Januar 2005 in Unterammergau, als sie nur vier Hundertstelsekunden langsamer als die drittplatzierten Denis Alimow und Roman Molwistow waren. Sowohl in der Saison 2003/2004 als auch in der Saison 2004/2005 erreichten sie als jeweils bestes italienisches Doppelsitzerpaar den sechsten Platz im Gesamtweltcup.
Nachdem Johannes Hofer und Armin Mair wegen eines Sturzes im zweiten Durchgang bei der Weltmeisterschaft 2003 in Železniki kein Resultat erzielt hatten, blieben sie bei der Europameisterschaft 2004 in Hüttau ihren Weltcupergebnissen treu und belegten den fünften Platz. Im Jahr 2005 gewannen sie bei der Weltmeisterschaft in Latsch dann doch noch zwei Medaillen. Am ersten Wettkampftag gewannen sie mit den beiden Einsitzern Renate Gietl und Anton Blasbichler die Bronzemedaille im Mannschaftswettbewerb und am nächsten Tag erreichten sie hinter den Russen Porschnew/Lasarew und vor den Polen Laszczak/Waniczek den zweiten Platz im Doppelsitzer. In den Jahren 2004 und 2005 wurden Johannes Hofer und Armin Mair Italienische Meister im Doppelsitzer.
Nach der Saison 2004/2005 beendete Armin Mair seine Karriere und Johannes Hofer fuhr im Winter 2005/2006 zusammen mit Günther Innerbichler. Sie nahmen an jeweils einem Rennen im Weltcup (9. Platz in Olang) und im Interkontinentalcup (6. Platz in Laas) teil und starteten bei der Europameisterschaft 2006 in Umhausen. Dort erzielten sie den fünften Platz.
Weil auch Günther Innerbichler seine Karriere beendete, wechselte Johannes Hofer nochmals seinen Partner und fuhr in der Saison 2006/2007 zusammen mit dem sieben Jahre älteren Martin Psenner. Psenner hatte bereits vier Weltcuprennen im Doppelsitzer gewonnen, war aber in den letzten sechs Jahren nur im Einsitzer am Start gewesen. In ihrem ersten gemeinsamen Weltcuprennen am 14. Januar 2007 erzielten sie den vierten Platz. Danach erreichten sie zwei dritte Plätze in Longiarü und Umhausen, aber zum Saisonende in Hofers Heimatort Moos in Passeier nur die Ränge sechs und acht. Im Gesamtweltcup erzielten sie als bestes der drei italienischen Doppel den fünften Platz. Bei der erst nach dem letzten Weltcuprennen ausgetragenen Weltmeisterschaft 2007 im kanadischen Grande Prairie belegten sie zeitgleich mit den Österreichern Christian und Andreas Schopf den fünften Platz im Doppelsitzer und zusammen mit Barbara Abart und Florian Breitenberger Rang sechs im Mannschaftswettbewerb. Bei dieser Weltmeisterschaft startete Johannes Hofer auch im Einsitzerwettbewerb, bei dem er sich als 20. im Mittelfeld platzierte. Während Martin Psenner auch im nächsten Winter noch an Weltcuprennen teilnahm, beendete Johannes Hofer im Jahr 2007 seine Karriere.

## Sportliche Erfolge

### Weltmeisterschaften
- Latsch 2005: 2. Doppelsitzer (mit Armin Mair), 3. Mannschaft
- Grande Prairie 2007: 5. Doppelsitzer (mit Martin Psenner), 20. Einsitzer, 6. Mannschaft

### Europameisterschaften
- Hüttau 2004: 5. Doppelsitzer (mit Armin Mair)
- Umhausen 2006: 5. Doppelsitzer (mit Günther Innerbichler)

### Juniorenweltmeisterschaften
- Hüttau 1999: 11. Einsitzer
- Gsies 2002: 6. Einsitzer

### Junioreneuropameisterschaften
- Tiers 2001: 8. Einsitzer
- Kreuth 2003: 30. Einsitzer

### Weltcup
- 5. Platz im Doppelsitzer-Gesamtweltcup in der Saison 2006/2007
- 6. Platz im Doppelsitzer-Gesamtweltcup in den Saisonen 2003/2004 und 2004/2005
- 2 Podestplätze und weitere 9 Platzierungen unter den besten fünf

### Italienische Meisterschaften
- Italienischer Meister im Doppelsitzer 2004 und 2005